# فوتاگاوا بونتارو

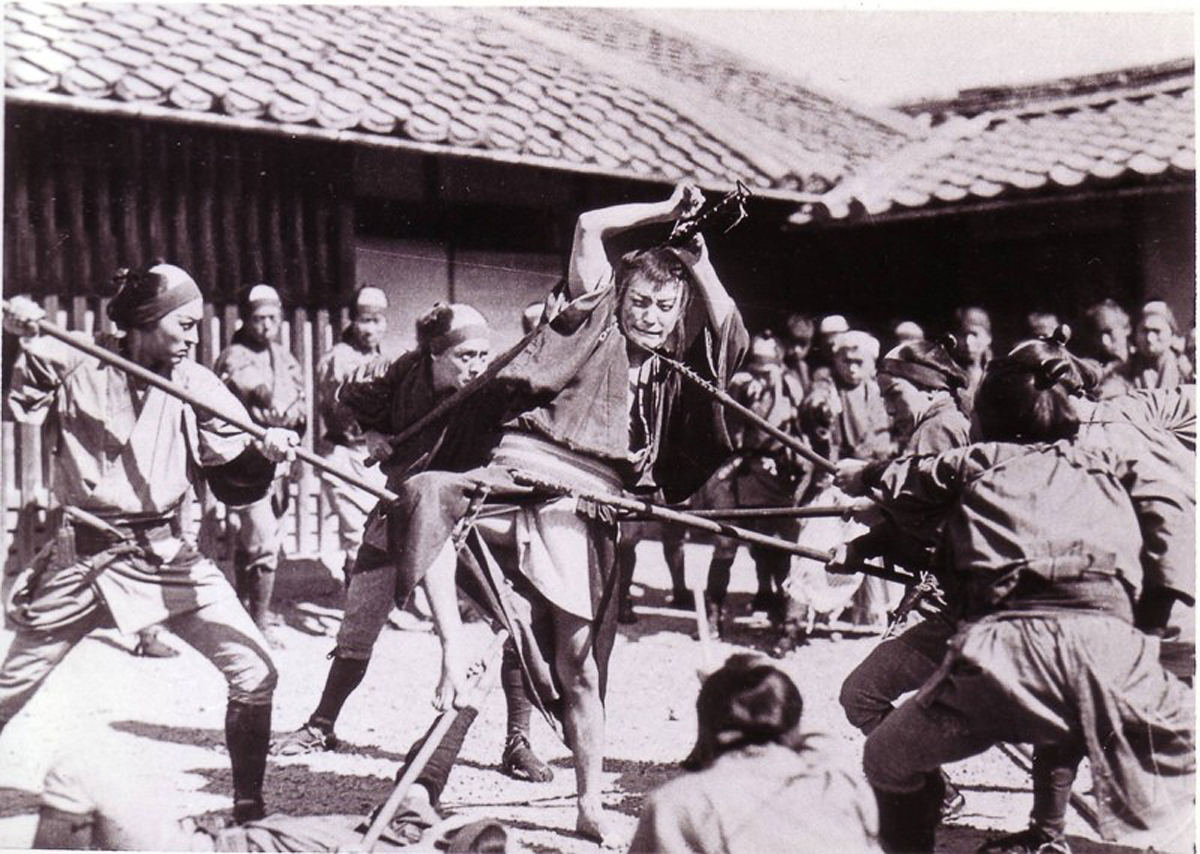
اوروچی در سن ۲۶ سالگی فوتاگاوا کارگردانی شد.

فوتاگاوا بونتارو (به ژاپنی: 二川 文太郎 Futagawa Buntarō)؛ ( ۱۸۹۹ – ۱۹۶۶) کارگردان سینمای اهل ژاپن بود. از فیلم‌های مهمش می‌توان اوروچی را نام برد.